# Pilades
Pilades is een geslacht van kevers uit de familie van de loopkevers (Carabidae). De wetenschappelijke naam van het geslacht is voor het eerst geldig gepubliceerd in 1895 door Heyne.

## Soorten
Het geslacht Pilades omvat de volgende soorten:
- Pilades coquerelii (Fairmaire, 1868)
- Pilades ferus (Tschitscherine, 1894)
- Pilades sakalava (Alluaud, 1902)
- Pilades seyriganus Lorenz, 1998